# Guido Zendron
Guido Zendron (ur. 7 marca 1954 w Lisignago) – włoski duchowny rzymskokatolicki, od 2008 biskup Paulo Afonso w Brazylii.

## Życiorys
Święcenia kapłańskie przyjął 26 czerwca 1978 i został inkardynowany do archidiecezji trydenckiej. Po święceniach pracował jako wikariusz w Pergine, a następnie jako proboszcz w Vigolo Vattaro. W 1994 wyjechał do Brazylii i podjął pracę duszpasterską w parafiach archidiecezji São Salvador da Bahia. Pełnił także funkcje m.in. dziekana, pracownika diecezjalnej szkoły Colégio Social da Bahia oraz krajowego opiekuna studentów zrzeszonych w ruchu Comunione e Liberazione.
12 marca 2008 został mianowany biskupem Paulo Afonso. Sakry biskupiej udzielił mu 17 maja 2008 kard. Geraldo Majella Agnelo.